# 翻訳後修飾

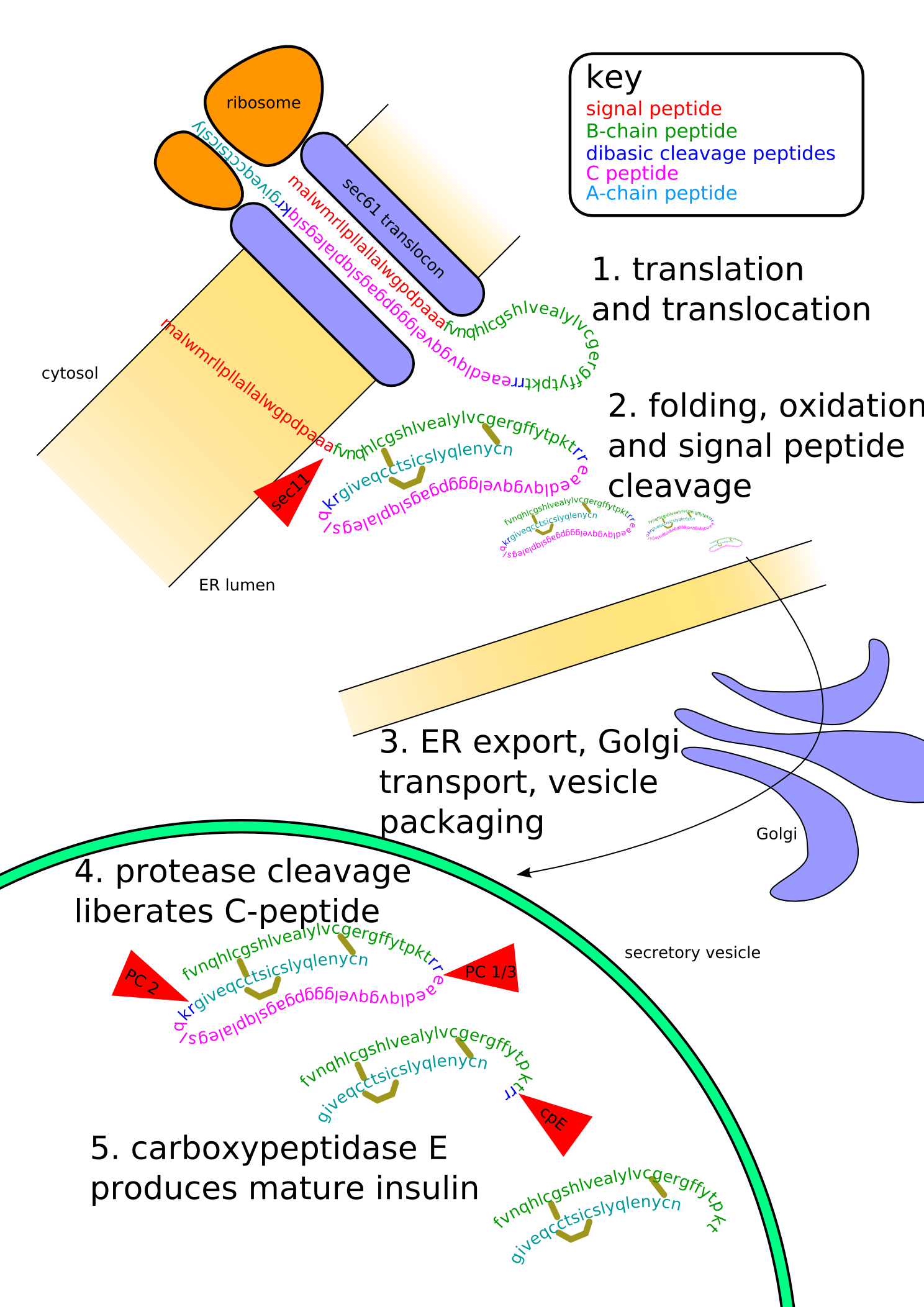
この略図の下部はインスリンの一次構造の翻訳後修飾である。

翻訳後修飾（ほんやくごしゅうしょく、Post-translational modification、PTM）は、翻訳後のタンパク質の化学的な修飾である。これは多くのタンパク質の生合成の後方のステップの1つである。
翻訳後、アミノ酸は、酢酸、リン酸、様々な脂質、炭水化物のような他の生化学官能基と結合し、化学的特性の変換（例えばシトルリン）、またはジスルフィド結合の形成のような構造変換などを受け、タンパク質の反応の幅を広げる。
また、酵素がタンパク質のN末端からアミノ酸を輸送するか、中央からペプチド結合を切断することもある。例えば、ペプチドホルモンであるインスリンはジスルフィド結合が形成された後に2つに切断され、C-ペプチド（右図の桃色のポリペプチド鎖部分）は結合から切り離される（最終的にジスルフィド結合で2つのポリペプチド鎖が結合したタンパク質が生じる）。
この他の修飾にリン酸化がある。この修飾はタンパク質酵素の作用の活発化と非活発化の調節機構においてよく起こる。

## 官能基付加
- アシル化

コドンと修飾の付加の一覧。

  - アシル基(RCO-)の付加。O-アシル化（エステル化）、N-アシル化（アミド化）、S-アシル化（チオエステル化）など。
    - アセチル化
      - アセチル基の付加で、リシン残基、またはN末端のアミノ基に起こる。エタノイル化というともいう。ヒストンが良く知られる例である。ヒストン尾部におけるアセチル化、またその逆反応の脱アセチル化はリシンの持つ電荷を変化させてDNAとの結合状態に影響を与えるとともに、ブロモドメインをもつヒストン修飾酵素やクロマチンリモデリング因子などに対する標的部位を規定するヒストンコードの要素としてクロマチン構造の変換に寄与し、遺伝子発現の変化を引き起こす。

    - ホルミル化
- アルキル化
  - メチル基の付加はメチル化と呼ばれ、リシンとアルギニン残基に起こる。
  - ジメチル化
- アミド化はC末端で起こる
- ビオチニル化
  - ビオチンを付加させてリシン残基を保護する
- γカルボキシル化
  - ビタミンKに依存する[2]。
- グルタミル化
  - たんぱく質のグルタミン酸残基の共有結合によるチューブリンと他のタンパク質との結合[3]。
- グリコシル化
  - アスパラギン、ヒドロキシリシン、セリン、トレオニンにグリコシル基が付加し、糖タンパク質ができる。メイラード反応では糖の付加は酵素無しで行われる。
- グリシル化
  - チューブリンのC末端尾の40以上のグリシン残基の1つの共有結合
- ヘム
  - 共有結合の付加
- ヒドロキシル化
- ヨウ素化
  - 甲状腺ホルモン
- イソプレニル化
  - イソプレノイドの付加（ファルネソール、ゲラニルゲラニオールなど）
- リポイル化
  - プレニル化
  - GPIアンカー形成
    - ミリストイル化
    - ファルネシル化
    - ゲラニルゲラニル化
- ヌクレオチドまたは誘導体への共有結合の付加
  - ADPリボシル化
  - FAD結合
  - アデニリル化
- 酸化還元反応
- ポリエチレングリコール化
- ホスファチジルイノシトール
- ホスホパンテテイニル化
  - 脂肪酸、ポリケチド、非リボソームペプリド、ロイシンでの補酵素Aからの4'-ホスホパンテテイニルの付加。
- リン酸化
  - リン酸の付加。通常、セリン、チロシン、トレオニン、ヒスチジンで起こる。
- ピログルタミン酸形成
- ラセミ化
  - プロリルイソメラーゼによるプロリンのラセミ化
- tRNA
  - アミノ酸付加による調停
- チロシン硫酸化
  - チロシンへの硫黄の付加
- セレノイル化
  - セレノタンパク質へのセレンの付加

## タンパク質またはペプチドの付加
- ISG化
  - ISG15タンパク質への共有結合連鎖（インターフェロン刺激遺伝子15[4]）
- SUMO化
  - SUMOタンパク質への共有結合連鎖 (SUMO ; Small Ubiquitin-related MOdifier)[5]
- ユビキチン化
  - ユビキチンへの共有結合連鎖

## アミノ酸の化学的性質の変換
- シトルリン化または脱アミン
  - アルギニンをシトルリンに変換
- 脱アミド
  - グルタミンをグルタミン酸、アスパラギンをアスパラギン酸に変換

## 構造の変換
- ジスルフィド
  - 2つのシステインの共有結合
- プロテアーゼ
  - タンパク質のペプチド結合の加水分解

## 修飾の例
- 加水分解とジスルフィド形成によるインスリンの形成
- ヒストンの転写調節（クロマチン形成時のRNAポリメラーゼの調節）
- RNAポリメラーゼIIの転写調節

## 参照項目
- タンパク質輸送（英語版）
- 翻訳後調節（英語版）